# Glaphyra kiyoyamai
Glaphyra kiyoyamai là một loài bọ cánh cứng trong họ Cerambycidae.